# Meriibre
Meriibre (auch Meri-ib-Re) ist der Thronname eines altägyptischen Königs (Pharaos) der 9. Dynastie (Erste Zwischenzeit).

## Belege

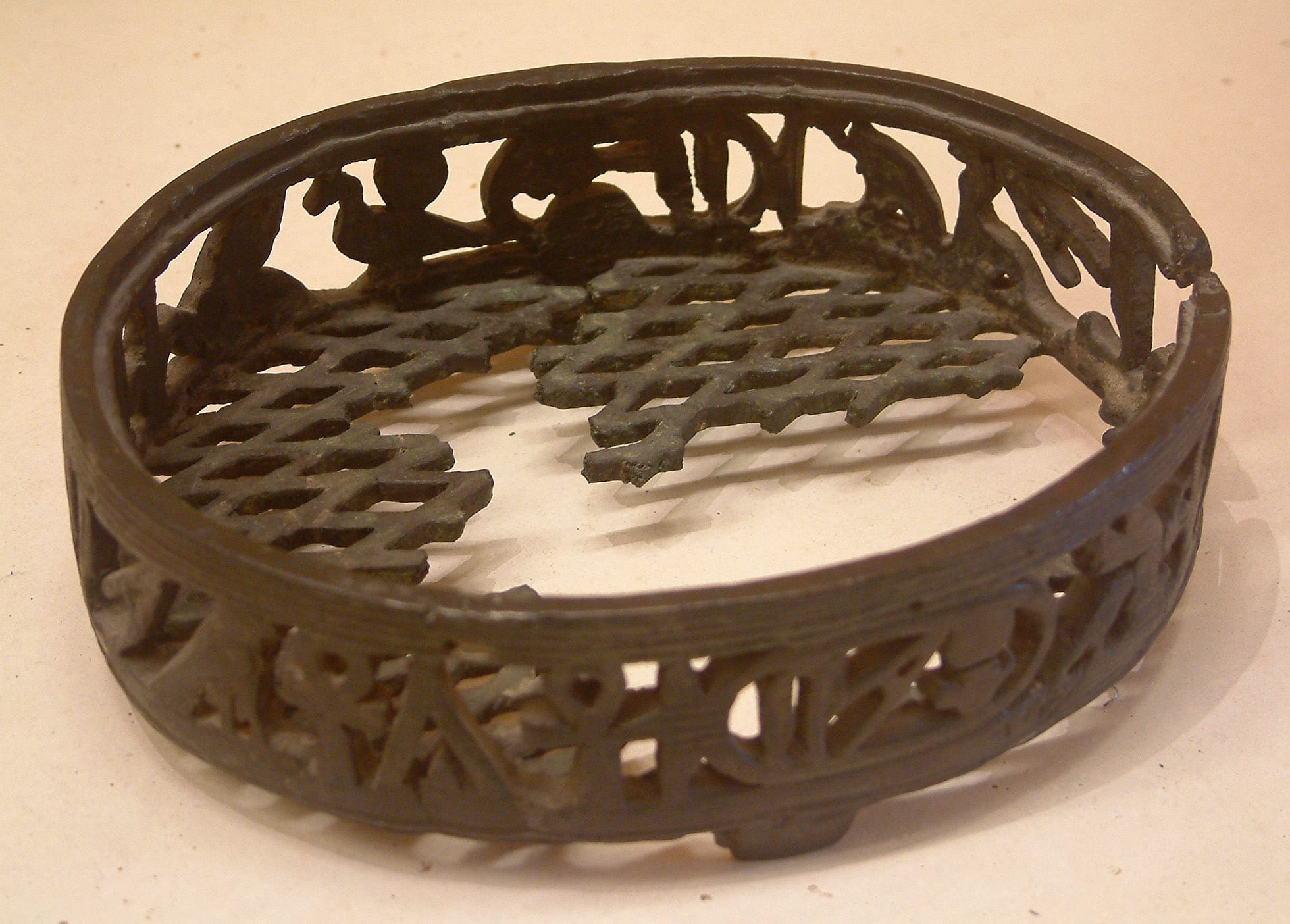
Kohlebecken des Meribre Cheti (Louvre)

Von einem Meri-ib-Re Cheti gibt es ein Kohlebecken im Louvre, einen Stab aus Meir und einige andere kleine Objekte, die diesem König vielleicht zuzuordnen sind.
Die Platzierung des Herrschers in der ägyptischen Chronologie ist nicht sicher.
So ist beispielsweise der Name des 5. Königs (...znn…) auf dem Papyrus zerstört.